# Mauro Numa
Mauro Numa (ur. 8 listopada 1961 w Wenecji) – włoski szermierz, florecista. Dwukrotny mistrz olimpijski i wielokrotny medalista mistrzostw świata.
Na igrzyskach olimpijskich w Los Angeles w 1984 roku wywalczył indywidualnie złoty medal, pokonując w finale z Matthiasa Behra z RFN 12:11. Na tych samych igrzyskach reprezentacja Włoch w składzie: Mauro Numa, Andrea Borella, Andrea Cipressa, Stefano Cerioni i Angelo Scuri zwyciężyła w turnieju drużynowym. Na rozgrywanych cztery lata później igrzyskach olimpijskich w Seulu był szósty indywidualnie i siódmy w zawodach drużynowych. Brał również udział w igrzyskach olimpijskich w Barcelonie w 1992 roku, zajmując szóste miejsce drużynowo i dziesiąte indywidualnie.
Podczas mistrzostw świata w Melbourne w 1979 roku wspólnie z Andreą Borellą, Fabio Dal Zotto, Federico Cervim i Carlo Montano zdobył srebrny medal w zawodach drużynowych. W rywalizacji drużynowej reprezentacja Włoch z Numą w składzie zdobywała następnie złote medale podczas mistrzostw świata w Barcelonie (1985) i mistrzostw świata w Sofii (1986), srebrny na mistrzostwach świata w Clermont-Ferrand (1981) oraz brązowy na mistrzostwach świata w Rzymie (1982). Ponadto zdobywał medale indywidualnie: złoty na mistrzostwach świata w Barcelonie w 1985 roku, srebrny na mistrzostwach świata w Rzymie w 1982 roku oraz brązowe podczas mistrzostw świata w Sofii w 1986 roku i mistrzostw świata w Denver trzy lata później.
Wywalczył również złoty medal w turnieju indywidualnym na mistrzostwach Europy w Mödling w 1982 roku.

## Starty olimpijskie (medale)
Los Angeles 1984
- floret –  złoto indywidualnie i w drużynie